# Ellen Edinoff

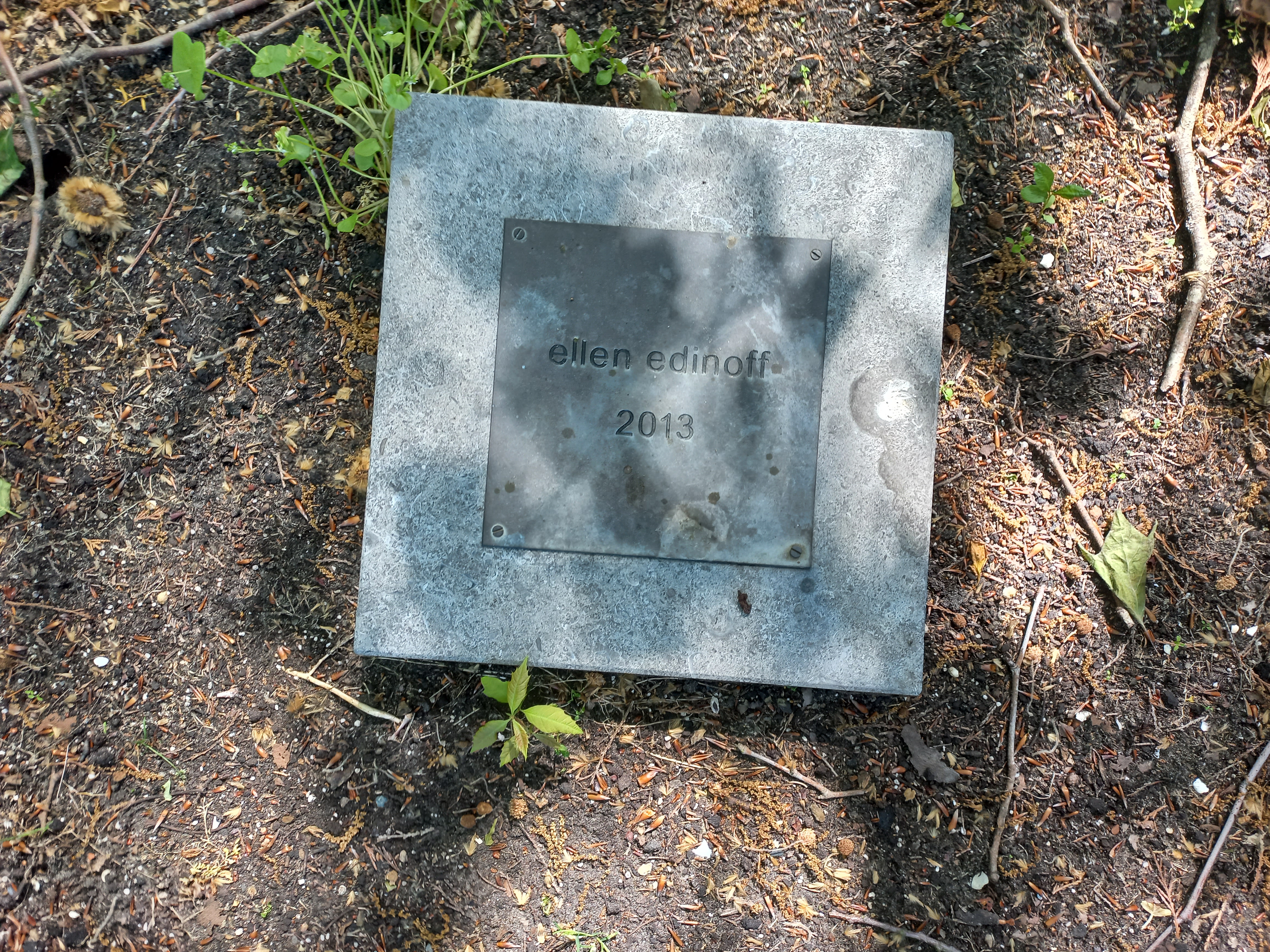
De grafsteen van Edinoff in mei 2023

Ellen Edinoff (New York, 20 december 1942 – Amsterdam, 16 juli 2013) was een Nederlands danseres van Amerikaanse komaf.
Ze was dochter van Sidney Edinoff en Catherine Scardina. Zij trouwde op 1 juni 1961 met de toen in opleiding zijnde Nederlandse danser Koert Stuyf.
Edinoff had les van Martha Graham en Koert Stuyf studeerde aan de Juilliard School of Music (Dance Academy). Samen kwamen ze al getrouwd naar Amsterdam en richtten er de Stichting Eigentijdse Dans op, dan gevestigd aan de Derde Wittenburgerdwarsstraat. Het verhuisde naar Lijnbaansgracht 232 (oude melkfabriek), dat voor tijdelijk gebruik beschikbaar was gesteld door de gemeente. Toen Amsterdam tot sloop van dat pand overging, stelde de gemeente het gebouw Stadhouderskade 84 tot hun beschikking. Het echtpaar, in Amsterdam bekend vanwege moderne en multidisciplinaire Stuyf-manifestaties en de gemeente kwamen echter maar niet tot overeenkomst waardoor de dansopleiding, ook voor Theaterschool geheel de soep inliep. Over en weer werden kort gedingen aangespannen, maar tot een overeenkomst kwam het niet. Omdat er niet gedanst kon worden verloor de stichting haar subsidie, waardoor er niet gedanst kon worden, kortom een vicieuze cirkel. Het leidde tot werkloosheid van beide dansers.
Het echtpaar trok naar de Johan Huizingalaan en Staalmanpark. Het echtpaar kwam slechts even terug in 2012 toen ze samen met vriend Philip Glass waren uitgenodigd door de gallery van Rob Malach, hetgeen resulteerde in nog één optreden.
Het jaar daarop overleed ze aan kanker en werd begraven op begraafplaats Zorgvlied. Op de begraafplaats ligt een sobere steen ter nagedachtenis. Als eerbetoon gaf Nicole Beutler in 2020 nog een programma The re-invention of Ellen Edinoff.
- Library of Congress Control Number: n97866449
- RKD-Nederlands Instituut voor Kunstgeschiedenis: 126572
- Union List of Artist Names: 500548263
- Virtual International Authority File: 46065192